# Sabatia capitata
Sabatia capitata är en gentianaväxtart som först beskrevs av Constantine Samuel Rafinesque, och fick sitt nu gällande namn av Joseph Blake. Sabatia capitata ingår i släktet Sabatia och familjen gentianaväxter. Inga underarter finns listade i Catalogue of Life.